# Simo Ruokonen
Simo Ruokonen (1948. augusztus 8. –) finn nemzetközi labdarúgó-játékvezető.

## Pályafutása

### Nemzetközi játékvezetés
A Finn labdarúgó-szövetség Játékvezető Bizottsága (JB) 1986-ban terjesztette fel nemzetközi játékvezetőnek, a Nemzetközi Labdarúgó-szövetség (FIFA) bíróinak keretébe. Több nemzetek közötti válogatott és klubmérkőzést vezetett.  A finn nemzetközi játékvezetők rangsorában, a világbajnokság-Európa-bajnokság sorrendjében többedmagával a 11. helyet foglalja el 2 találkozó szolgálatával. Az aktív nemzetközi játékvezetéstől 1994-ben a FIFA 45 éves korhatárát elérve búcsúzott.

#### Európa-bajnokság
Az európai-labdarúgó torna döntőjéhez vezető úton Német Szövetségi Köztársaságba a VIII., az 1988-as labdarúgó-Európa-bajnokságra és Svédországba a IX., az 1992-es labdarúgó-Európa-bajnokságra az UEFA JB játékvezetőként foglalkoztatta.

##### 1988-as labdarúgó-Európa-bajnokság
| Időpont           | Helyszín               | Mérkőzés típusa           | Mérkőzés             | Eredmény | Nézők száma |
| ----------------- | ---------------------- | ------------------------- | -------------------- | -------- | ----------- |
| 1987. április 12. | Lechia Stadion, Gdańsk | előselejtező (5. csoport) | Lengyelország–Ciprus | 0 : 0    | 25 000      |

##### 1992-es labdarúgó-Európa-bajnokság
| Időpont              | Helyszín                         | Mérkőzés típusa           | Mérkőzés              | Eredmény | Nézők száma |
| -------------------- | -------------------------------- | ------------------------- | --------------------- | -------- | ----------- |
| 1991. szeptember 11. | Idrottsplats Stadion, Landskrona | előselejtező (4. csoport) | Feröer–Észak-Írország | 0 : 5    | 1 623       |